# ケムール人
ケムール人は、特撮テレビドラマ『ウルトラQ』をはじめとする「ウルトラシリーズ」に登場する架空の宇宙人。別名は誘拐怪人。
名前は「煙のごとく消える」という発想からネーミングしたもの。

## デザイン
デザインは成田亨。エジプト絵画独特の平面性を取り入れたとされ、成田自身は会心の作と称している。また、頭部を一周するように配置された目は、常に怯えて周囲をうかがっている未来人をイメージしたものである。頭部デザインにはどの角度から見ても同様に見えるシンクロナイゼーションを採用し、シンメトリーを排して人間の顔を四方から捉えたものをまとめて構成している。
筋肉質ではない細い体躯や、いびつな細長い頭部には、縦横方向にうねうねと亀裂が走っている。横方向の亀裂は左右非対称の高さで頭部を一周しており、その亀裂に埋まるように前方左右と後頭部左側に計3つの目が配されている。頭頂部からはチョウチンアンコウの釣竿（イリシウム）のような管状の器官が伸びているほか、漏斗のように開いている先端からは消去エネルギー源を放つ。両肩から胸板にかけてには半円を描くように多くの毛が生えているほか、五指の先端にも細長い毛が生えている。手足を高く振り上げる走り方が特徴として挙げられるほか、「フォ、フォ、フォ」という不気味な声を発し、歩行音も不気味なものとなっている。体色は白黒作品だったこともあり、諸説が存在する。
ウエットスーツで造形された宇宙人というコンセプトは、後のウルトラマンの造型につながっていった。

## 『ウルトラQ』に登場するケムール人
『ウルトラQ』第19話「2020年の挑戦」に登場。
2020年のケムール星から1960年代の地球を来訪した異星人。人類の未来の姿であるとも言われるが、定かではない。かつて、Xチャンネル光波で交信した内容を記録したという神田博士の著書『2020年の挑戦』によれば、医学技術の驚異的な発達により、内臓移植や皮膚の生成を繰り返して500歳という寿命を得るようになったが、歳月とともに進行する肉体の衰えには勝てず、地球人の若い肉体に着目して地球を来訪したとされている。
衰えたとはいえ、その身体は地球人を凌駕する運動能力を備えており、本気で走ればパトカー以上の速度で走行して移動する。後述の変身能力も持つほか、頭頂部の漏斗状の器官から放射する消去エネルギー源と呼ばれるゼリー状の可燃性物体を操り、触れたものを次々と消滅させ、ケムール星へ電送・誘拐する。天野と共に自家用飛行機に乗っていた物語の主人公・万城目淳も、この消去エネルギー源によって誘拐される。その夜、電話ボックスで電話をしていた由利子も消去エネルギー源を天井から浴びせられそうになったところを宇田川警部によって助けられるが、彼が目を離したすきに由利子は遊園地へ連れ去られる。ケムール人は変身能力で万城目に化け、由利子を油断させて不敵な笑みを浮かべながら正体を現し、逃げる彼女を襲い始める。そこへ駆けつけた警官隊に追い詰められ、宇田川に銃撃されると巨大化して消去エネルギー源を滴らせながら観覧車などを破壊するが、神田博士の発明品K・ミニオードから発せられるXチャンネル光波を東京タワーから放射されると悶絶して倒れ、頭頂部から消去エネルギー源を自身に滴らせながら消滅する。その直後、誘拐されていた万城目たちも上空から降りてきた煙にまぎれる形で出現し、生還する。
だが、消滅後に残った消去エネルギー源の水たまりはまだ人間を消去する機能を有していたため、事件解決後に不用意に水たまりに足をつけた宇田川は消去エネルギー源の力で消滅してしまった。
- スーツアクター：古谷敏[17][3]
  - デザイナーの成田亨は、ケムール人とラゴンを演じた古谷のプロポーションに惚れ込み、ウルトラマンのデザインを着想したとされる[9][21]。
- 脚本は、「映画『美女と液体人間』のようなもの」という円谷一からの要望をもとに、千束北男（飯島敏宏）が自身の愛好する宇宙の要素を加え、宇宙人による消失ものとなった[3][22]。消去エネルギー源の描写は、『美女と液体人間』に登場する液体人間と同じく有機ガラスを用いて撮影された[22]。
- 等身大時の声には1963年公開の東宝映画『マタンゴ』に登場する怪物マタンゴ（マタンゴ怪人）のものが流用されており[出典 7]、1966年放送の『ウルトラマン』に登場するバルタン星人の声と同一である。数種類あるこの笑い声の音源は、ビクターエンタテインメントから発売されている効果音CDで確認できる。
- 巨大化時の声には1955年公開の東宝映画『ゴジラの逆襲』に登場した時のゴジラ（アンギラスとの戦闘時）のものが流用されたが[26]、『ウルトラゾーン』以降は等身大時の声に流用された。
- 両手を大きく振り上げてジャンプするように走るという独特の走法は、飯島敏宏の演技指導によるものである[3]。速く走るためにローラースケートを履くなどの発想があったが、目を動かすためにモーターを3つ入れるなどしてスーツが重かったため、撮影では使えなかったという[27]。パトカーの前を走る描写は、パトカーの映像にケムール人を焼き込んでいる[3]。
- 初代を写したカラー写真は現存しないため、二代目などに流用された顔部以外の体色は不明であったが、デザインおよび着ぐるみに塗装した成田がギザギザ模様は鮮やかなブルーだった（ペンキを成田が自身で混色したと述べている）と証言したため、フィギュアなどはこの証言に基づいて塗装されている。特撮雑誌『宇宙船』Vol.31では、成田の塗装によるフィギュアが公開された[28]。
  - 2012年の『総天然色ウルトラQ』でも、成田が後年に描いたケムール人の絵を基として藍色っぽい青に着色されている[15][9]。頭部は『ウルトラマン』に登場する二代目にそのまま使用されていたが、デザイナーの意志の尊重と全体での統一感を持たせるため、目の色以外は異なるものとなった[15][9]。夜間シーンが多いことから着色が難しく、テストが繰り返された[15]。
- 着ぐるみの造形は、頭部・グローブ・ブーツを高山良策、ボディを成田と特撮班の美術スタッフが担当した[3][9]。黒いウエットスーツは、かつて『怪獣大戦争』に古谷敏がX星人として出演した際に測った体の寸法が成田のもとに渡っており、当初から古谷が着ることを前提に作られていた[29]。体の模様は、ジグザグに切った新聞紙を当てたスーツにシンナースプレーを吹き付けたもの[29]。頭部は『ウルトラマン』に登場する二代目やゼットン星人に[30]、胴体は『快獣ブースカ』に登場する人間コング（原始人のような容姿のサーカスの怪力男）に流用されている。
- 書籍『超人画報』（竹書房）では、アメリカのテレビドラマ『アウター・リミッツ』第1話に登場するグレートアンドロメダ星人の影響を指摘している[31]。
- 検討されていた第2クールのタイトル「東京大津波（パゴス対ケムール人対ガラモン）」への登場が予定されており、パゴスやガラモンと戦う予定だった[32][22]。

## 『ウルトラマン』に登場するケムール人
『ウルトラマン』第33話「禁じられた言葉」に登場。資料によってはケムール人二代目、ケムール人（再生）と表記している。
地球征服を目論むメフィラス星人の配下として登場。巨大化した姿でバルタン星人（三代目）、ザラブ星人（二代目）とともに東京の28番街に現れるが、何もせずに姿を消している。
- スーツアクター：中島春雄（第33話[42][注釈 3]）
- 『ウルトラQ』に登場するキャラクターの『ウルトラマン』への登場は、ラゴンに次いで、このケムール人が2体目となる。企画段階のサンプルストーリー「大誘拐」では、「ケムール星人」の名称で登場している[43]。
- 頭部のみがオリジナルでボディーは新造[30]。黒地に白い稲妻模様の彩色がなされている[33][34]。
- 頭部は同作最終話に登場するゼットン星人に[30]、胴体は『ウルトラセブン』のキュラソ星人に流用されている。
- 書籍『ウルトラマン ベストブック』ではゼットン星人がケムール人と同種ではないかと推測している[44]。
- 書籍『怪獣もの知り大百科』（勁文社、1984年）278頁では、新しくメフィラス星人にキュラソ星人の体をもらったと記述されている。これは新造ボディが後にキュラソ星人へ流用された事実に基づいた記述であるが、ケムール人およびキュラソ星人は地球人と仲良くするほど平和的なのでメフィラス星人に騙されたとも記述されている。
- シナリオでは、本作品に登場するのはダダの予定だった[38]。楳図かずおの漫画版『ウルトラマン』では、バルタン星人・ザラブ星人・ケムール人にダダも加えた4体が、一斉にウルトラマンと戦闘する。また、漫画『ウルトラマン超闘士激伝』（後述）でもこの4体がメフィラスの配下の四天王として登場する。
- 資料によっては、実態のない虚像であった可能性を言及している[出典 11]。
- 劇中ではケムール人らを見て「我々が倒したはずだ」とのムラマツの台詞があるが、番組内で科特隊がケムール人と遭遇するのはこれが初めてであった。のちの1992年に発売された円谷プロ公認PCゲーム『ウルトラ作戦 科特隊出動せよ!』では、科特隊がケムール人と対峙するエピソードが描かれ、時系列の矛盾は解消されている（詳細は後述）。

## 『ウルトラスーパーファイト』に登場するケムール人
ビデオ『ウルトラスーパーファイト』第3話「ケムール！ 交通道徳を守れ」、第6話「アストラ！ お前が悪いのだ」、第9話「恐怖の背後霊怪獣」、第13話「荒野の卑怯者」に登場。
第3話と第13話ではウルトラマン、第6話ではアストラ、第9話ではゼットンと組んでウルトラセブンと戦う。

## 『ウルトラゾーン』に登場するケムール人
『ウルトラゾーン』内の短編ドラマ「ウルトラゾーンチャンネル」第7話、第9話、第10話、第11話、第13話、第15話、第16話、第17話、第18話、第20話、第21話、第22話、第23話に登場。
第7話「ケムール人登場！」
夜に出現し、触手から液体を出すなどしてOLを脅している場に泥棒が現れてOLのバッグを盗んで逃げたため、逆にOLに脅されて泥棒を追いかけることになる。泥棒を追いかけた末、観覧車の前で巨大化して触手から出す液体で泥棒を消滅させる（その際、原典と同様に顔面まで電飾で光っている）。バッグを取り戻した後にはOLから食事に誘われて嬉しくなり、つい液体を出してバッグも消滅させてしまったため、ビンタされる。
第9話「高校生・ケムール」
学校で女子高生のミユキに襲いかかるが、逆に同級生になってくれと言われ、入学する。学生服を着て学生生活を送り、次第にミユキとデートをしたいと思うようになる。ある日、ミユキからプレゼントを贈られて有頂天になるが、それには彼女が父の仕事の都合で引っ越しするという手紙が添えられていた。悲しみのあまり遊園地に行き、観覧車の前で巨大化してむせび泣く。
第10話「続・さすらいのM1号」
触手から放出する液体を美肌効果のあるという「ケムール化粧液」として売り出し、完売させて高笑いする。それをM1号と見ていた元締めの徳マサ（仁科貴）に「あんな干したヘチマみたいな奴」と陰口を言われている。
第11話「ケムール人、走る」
ケムール人が地球に来てから何十年も経ったが、地球人からは怖がられるうえに母星からは人間調達の催促の電話が鳴り続け、もう限界であった。自暴自棄になったケムール人は走り出し、周囲の弁当やかつらなどを触手の液体で消していく。そこへ現れた少女に「そんなことしちゃいけません」と怒られ、頭の触手から花を出して少女に渡したケムール人は人々に自分が消した品物を返し、少女を連れて逃避行を始める。
第13話「ケムール、ファッションモデルになる」
女性カメラマンにスカウトされてファッションモデルとなるが、「怪獣っぽいフェロモンを出すポーズ」という要求に応えられず、M1号にモデルの座を奪われる。怒ったケムール人は触手の液体でM1号を消し去るが、怒った顔がセクシーだとして、女性カメラマンに追いかけられる。
第15話「お笑いに参加」
M1号と共にコントグループ「フラミンゴ」の新メンバーとしてお笑いに参加。観客はラゴンのみ。触手から光弾を出したり、いくつものミサイルを出現させたりする。
第16話「ウルトラゾーンファイト」
1つのリンゴを巡ってM1号やラゴンと争奪戦を始める。
第17話「帰ってきたさすらいのM1号」
M1号やラゴンちゃんと共に家族のような同居生活を始める。
第18話「公園清掃員の挑戦！」
公園で花を愛でていると、清掃員の虎太郎（とらたろう）から近くにあったゴミについてケムール人が捨てたと勘違いされ、勝負を挑まれる。虎太郎は仕込み刀で切りつけるが、驚いた拍子に触手から放出した液体によってゴミが消失したため、虎太郎は満足して帰る。
第20話「明日は、あっちだ！」
公園で走っているとボクシングのトレーニングをしていた若手ボクサー・ショウとトレーナーに遭遇し、ボクサーとしての可能性を見出される。嫉妬したショウから勝負を挑まれたケムール人はショウのパンチをかわすが、クロスカウンターを決めようとした直前にM1号が捨てたバナナの皮で滑り、敗北する。
第20話「続 ケムール人走る」
第21話「続々 ケムール人走る」
第11話の続編で、少女との逃亡の末に廃屋に隠れるが、そこは人類滅亡爆弾を持つ組織「地球救い隊」の隠れ家だった。ケムール人は少女を守り、地球救い隊と対決する。続く第21話では地球救い隊との戦いに勝利して爆弾も解除するが、ケムール人を「ケムール工作員1003号」と呼ぶ謎の人物が現れる。
第22話・第23話「名探偵M1号」
10年前に人々が消えた事件の犯人として登場。
第22話「70年代ドラマが好き！」
『傷だらけの天使』のショーケン役に扮する。
第23話「さよならケムール人」
第20話から続く最終話。謎の人物の正体がケムール裁判員（関智一）であることが判明する。ケムール人は裁判員から死刑を言い渡されるが、少女の懇願により、辺境の星への島流しの刑となる。
上記のほか、第1話のアイキャッチでは、警察官に職務質問されている姿が描かれている。
- スーツアクター：龍坐
- スーツは新造型[46]。
- 第7話の観覧車のシーンは『ウルトラQ』の初代ケムール人をオマージュしている[48]。
- 監督の井口昇は、第9話のケムール人には自身の高校生時代の想いを投影していることを述べている[49]。

## 『ウルトラマンギンガ』に登場するケムール人（SD）
『ウルトラマンギンガ』第2話「夏の夜の夢」、第3話「双頭の火炎獣」、第5話「夢を憎むもの」に登場。
人間をバイクで追い回して怪我を負わせる事件を頻発させた追跡魔の男・矢神がダークライブする。素早い身のこなしや頭部の触角から放出する人間を異次元に送る液体など、初代と同様の能力を見せるが、股間を叩かれて大袈裟に痛がるなどコミカルな一面も目立った。
夜に美鈴の前でダークライブした矢神は逃げる美鈴を追いかけ、その場に居合わせた柿崎に液を浴びせて消す。美鈴を助けるため、駆けつけたヒカルも肉弾戦で追い詰めるが、美鈴にモップで股間を叩かれたことによって巨大化し、ヒカルと美鈴に襲いかかる。ヒカルがウルトライブしたサンダーダランビア（SD）と対決して持ち前の素早さで翻弄し、放屁のほかに液体を浴びせて消す寸前まで行くが、ウルトラマンギンガにウルトライブされて失敗し、ギンガに宇宙空間へ投げ飛ばされた末、ギンガファイヤーボールを受けて倒される。その直後、消された柿崎は元に戻っている。
第3話ではスパークドールズを回収したヒカルがウルトライブする。等身大で教室の消火に当たった後、巨大化してキングパンドン（SD）と対決するが、火炎攻撃を前に終始劣勢であり、ギンガにウルトライブしたことでスパークドールズに戻る。
第5話では同様にヒカルが等身大にウルトライブし、液体を自身に浴びせてジャンキラー内部へ空間転移するという能力を披露するが、中にいた健太に近づこうとした際にコックピットを覆うバリアに触れてダメージを受け、スパークドールズに戻る。
- 演（矢神）：黒石高大
- スーツアクター：梶川賢司
- ライブステージなどではたびたびウルトラ戦士と対峙していたが、テレビ番組でウルトラ戦士と戦うのは今回が初となる[53]。
- 暴走魔の「追いかける」というイメージから選ばれた[53]。
- 着ぐるみは『ウルトラゾーン』で新造されたものの流用[54]。
- 西川伸司による第3話の画コンテでは、ギンガとケムール人が高速移動で対決するという描写があったがカットされた[55]。西川は、カットされた理由について特撮カットの配分のほか、実現性の難しさがあったものと推測している[55]。
- 放送終了後のコーナー「スパークドールズ劇場」では、第2回から登場。冷静な性格で、棒読みではあるが敬語で話す。声の担当は外島孝一。『新ウルトラマン列伝』第37話の番組終盤では、巨大化してカオスロイドTを倒すことを妄想する。

## 『ウルトラマンX』に登場するケムール人
『ウルトラマンX』第9話・第16話に登場。

### 第9話に登場する個体
第9話「われら星雲!」に登場。
ババルウ星人率いる犯罪ネットワーク集団・暗黒星団の一員として登場。人語は一切使わず、「フォワフォワ」としか喋らない。成長すると怪獣兵器になるほどの価値がある幼獣サメクジラ（ジョリー）を狙い、地球を訪れる。そこで風間イサムを加えて結成されたバルキー星人ハルキやイカルス星人イカリやナックル星人ナクリの「チーム星雲」に、ジョリーを賭けてのラグビー勝負を挑まれる。自身の高速移動やダダの瞬間移動、ババルウ星人の変身能力でハルキに変身することでイサムたちを翻弄し、前半戦では51対0の圧倒的有利に立つが、後半戦では卑劣な戦法で仲間を傷つけられたイサムの逆鱗に触れて逆転勝利され、52対51で敗れる。試合後、自分たちの反則行為を棚上げしながら逆上する他の暗黒星団と共に巨大化して力尽くでジョリーを奪うべく暴れ始めるが、ゴモラアーマーを纏ったウルトラマンエックスのゴモラ振動波で4人まとめて空の彼方へ吹っ飛ばされる。
なお、同じチームの仲間であるゼットン星人とは頭部が酷似していることから、共に並んだり互いにポーズを真似し合ったりする場面がある。
- 声：外島孝一
- スーツアクター：桑原義樹

### 第16話に登場する個体
第16話「激撮!Xio密着24時」に登場。
ダダによって率いられる宇宙犯罪組織『人間標本』の一員。第9話の個体と違い、普通に日本語を話している。夜間に人間を襲い、縮小化光線銃でカプセルに閉じ込め、人間標本として誘拐する事件を起こしていた。捜査を行っていたワタルとハヤトに人間態での挙動不審な行動を見とがめられて逃走した後、別方面から合流した大地とアスナによって公務執行妨害として逮捕される。Xio本部での尋問では黙秘を続けていたが、事態を見かねた神木隊長の尋問を受けて自供し、組織の全容が明らかとなる。
- 演：高橋麻琴
- 声：外島孝一

## 『ウルトラマンZ』に登場するケムール人
『ウルトラマンZ』第18話「2020年の再挑戦」に登場。
本作品では消去エネルギー源は触れた物体を別の場所へ瞬時に電送する際に強力な電磁波を発すると設定されており、同話冒頭でのパゴス出現の原因となっている。また、54年前に健康な肉体を求めて同族が地球から誘拐してきた女性カオリとの合成手術を行うも失敗したため、2つの肉体と人格が混ざり合った状態となっている。
時を経て新たな地球人誘拐計画が立案されると、カオリの肉体を利用して地球に潜伏し、出現したパゴスを計画の邪魔として消去エネルギー源で電送しつつ密かに作戦を実行する。何人もの民間人はおろかストレイジのナカシマヨウコすら消滅させられる事態を経て、遊園地の観覧車に偽装した大量の消去エネルギー源の液体を収めた爆弾を爆発させて消去エネルギー源の液体を雨雲に混合し、雨を介して散布することによって大勢の東京都民の誘拐を目論む。しかし、それに先駆けて望郷の念に駆られたカオリの精神が表面化してストレイジのナツカワハルキと遭遇していたことからアジトを突き止められ、ウルトラマンゼット デルタライズクローと交戦する。カオリを人質に取ったような状態であることから迂闊に手を出せないゼットを苦戦させるが、最後はベリアロクのデスシウムスラッシュでカオリの肉体と分断させられて消滅し、先述の爆弾もべリアロクが作り出した異次元空間へ送り込まれ、爆発する形で処理される。その直後、民間人たちやヨウコは無事に帰還したうえ、カオリもストレイジを介して保護され、54年ぶりに地球での生活に臨むこととなった。
- 演（カオリ）：宇田川かをり[62]、声：辻本貴則[65]
  - カオリと演者の宇田川かをりの名前が一致しているが、第18話の監督を務めた辻本によれば、役名と演者名の一致は偶然だとのこと[66]。
- スーツアクター：石川真之介[62]
- 当初はカオリの自己犠牲によって死んでしまうという展開であったが、本作品のスローガンが「明るく楽しい作品」ということであったため、切り替えられた[67]。照明部と撮影部が作った夜の特撮は本当に暗かったが、ケムール人が夜の街に出たらどう見えるかをスタッフが考案したため、辻本も同話の作風にマッチしていて満足のいく仕上がりになったという[67]。
- スーツは新規造形で、2019年の東京国際映画祭にも登場した[68]。観覧車はすべてミニチュアを使って合成している[65]。
- 第18話は『ウルトラQ』第19話「2020年の挑戦」の続編的な内容となっており、実際の2020年に放送された。本作品の世界でも54年前に同話と同様の出来事が起きたことがストレイジのデータベースに記録されており、その際に出現したケムール人を協力して撃退した民間人と警官隊の活躍は、ヘビクラショウタ（ジャグラス ジャグラー）に「勇敢なる先人たちだ」と称賛されている。このことについて、辻本は脚本を担当した継田淳に確認は取っていないものの「当時のシリーズを創った偉人たちに贈られたものだろう」と評しているうえ、ヘビクラ役を担当した青柳尊哉も「想いのこもった台詞を頂きました」と述べている[69]。

## その他

### ウルトラシリーズ
- 『ウルトラQ』のリメイクテレビドラマ『ウルトラQ dark fantasy』の最終話「虚無の扉」は上述の「2020年の挑戦」へのオマージュとなっており、劇中にはケムール人のリメイク怪獣の電波怪人レキューム人が登場する[30]。
- YouTubeウルトラチャンネルで配信された『総天然色ウルトラQ』発売記念ムービー『全力ケムール坂』に登場。テレビ番組『全力坂』のパロディで、ケムール人が大蔵四丁目の坂を全力で走る。
- CGショートムービー『大怪獣ラッシュ ウルトラフロンティア』ではハンターステーションにいる宇宙人として登場し、『REDKING Hunting』ではメフィラス星人ジェントと会話する。
- ラジオ番組『ウルトラQ倶楽部』第8話「2025年からの使者（前編）」、第9話「2025年からの使者（後編）」、第11話「諸人こぞりて（続・2025年からの使者）」、スペシャル「恐怖の2020年ケムール人再び来たる」に登場。
- 映画作品
  - 『ウルトラマンZOFFY ウルトラの戦士VS大怪獣軍団』では、ゾフィーに人類が怪獣と戦っていたころの宇宙人として紹介され、作中では「若い人間を食べてしまう」と解説される。映像は『ウルトラQ』からの流用だが、疾走するシーンに足音が追加されている。
  - 『新世紀2003ウルトラマン伝説 THE KING'S JUBILEE』では、ウルトラマンキングの誕生日を怪獣たちと共に祝福する。
  - 『大怪獣バトル ウルトラ銀河伝説 THE MOVIE』では、百体怪獣ベリュドラの右腕を構成する怪獣となっている[70]。
  - 『劇場版 ウルトラマンジード つなぐぜ! 願い!!』では、沖縄の宇宙人街に等身大サイズで登場し[71]、乱闘に加わっている。
- 漫画作品
  - 『ウルトラQ』の「2020年の挑戦」のコミカライズ
    - 中城健太郎版 - 集英社、少年ブック、1966年6月号掲載。『昭和のテレビコミック・ウルトラQ【上】』マンガショップ、2011年、ISBN 978-4-77-591436-6[72]ほかに収録。
    - 藤原カムイ版 - KADOKAWA、2003年、ISBN 978-4-04-713580-2[73]ほかに収録。

  - 楳図かずお版『ウルトラマン』の「メフィラス星人の巻」（講談社、週刊少年マガジン、1967年3月19日号 - 5月7日号掲載[74]。『ウルトラマン』下、講談社、2011年、ISBN 978-4-06-370804-2ほかに収録）では、メフィラス星人の配下としてバルタン星人、ザラブ星人、ダダとともにウルトラマンと戦う。
  - 『ウルトラマン超闘士激伝』では、メフィラス大魔王配下の鋼魔四天王の一人である闘士ケムール人として登場。大柄で強大なパワーを駆使して戦う力押しタイプのキャラクターとなっている。ウルトラ戦士たちを圧倒するが、到着した闘士ウルトラマンに倒される。後に、他の四天王と共に新たな装鉄鋼を身に着けて登場し、二大魔神と戦うウルトラ戦士たちに協力する。
  - 『ウルトラ忍法帖』では、悪の組織「朧党」で冥府羅州烈風斎（メフィラス星人）の部下「怪夢留」として登場。一郎から十郎の10人兄弟という設定。そのうち八郎が女性だが、性別も不明な者もいるため、特徴もまったく同じに見える。四郎と八郎の子供「怪夢留Jr.」も登場する。
  - 『酩酊!怪獣酒場』では、怪獣酒場江幸田支店のチーフとして登場。スタッフや客の相談を親身になって聞いてくれる人情味あふれる人格者にして主役級の重要人物ではあるが、謎が多い。しかも、記録上での店のチーフはゴーストロンとなっており、その所在やケムール人が持つ消去エネルギー源の能力からも闇が暗示されている。
  - 『ウルトラ怪獣擬人化計画 feat.POP Comic code』では、『ウルトラQ』に登場した個体が擬人化した姿で登場する（第62話「2020年のちょ・う・せ・ん」、単行本第4巻に収録）ほか、ケムール星の他の個体も登場する（第102話「失敗と成功の邂逅」、単行本第7巻に収録）。
- ゲーム作品
  - 『ウルトラQ』と『ウルトラマン』の間の出来事を描いた円谷プロ公認のPCゲーム『ウルトラ作戦 科特隊出撃せよ!』では、バイオ怪獣イオゴンを引き連れて第4話「遥かなる鐘の音」に登場[75]。自身は科特隊ロシア支部のミハイル隊員に化けて科特隊に侵入し、イオゴンから電波として放った消去エネルギーでイデ、ハヤタ、フジや岩本博士と神田博士、さらにムラマツの恋人だった祈子までも異次元空間に閉じ込める。しかし、異次元空間内で神田博士らが製作し、現実世界に転送したK・ミニオードからムラマツが放ったXチャンネル光波によって倒される。
  - データカードダス『大怪獣バトル ULTRA MONSTERS』では、RR第3弾で登場。基本「フォワフォワ」としか喋らず、「ゴォ…フォ…」との断末魔と共に消滅する。観覧車を投げつける「ミスティックシュート」、走って相手に突撃する「ケムールアタック」など、原作にちなんだ必殺技を使う。胴体の色は成田の証言通り、青となっている。

### 外部作品
- 1993年にサントリーの『アイスジン』のCMで森高千里と共演した。そのCM内では、ソーダとジンを混合したものが「ケムールGIN」と称されている。
- 『サイコメトラーEIJI』のテレビドラマ版第1期第5話では、ヒロインの上司が上層部に信じてもらえそうにない怪事件の後処理の際、犯人をケムール人と称している。ただし、同話は後に欠番とされたため、ソフト化はされていない。